# Bodil Schmidt-Nielsen

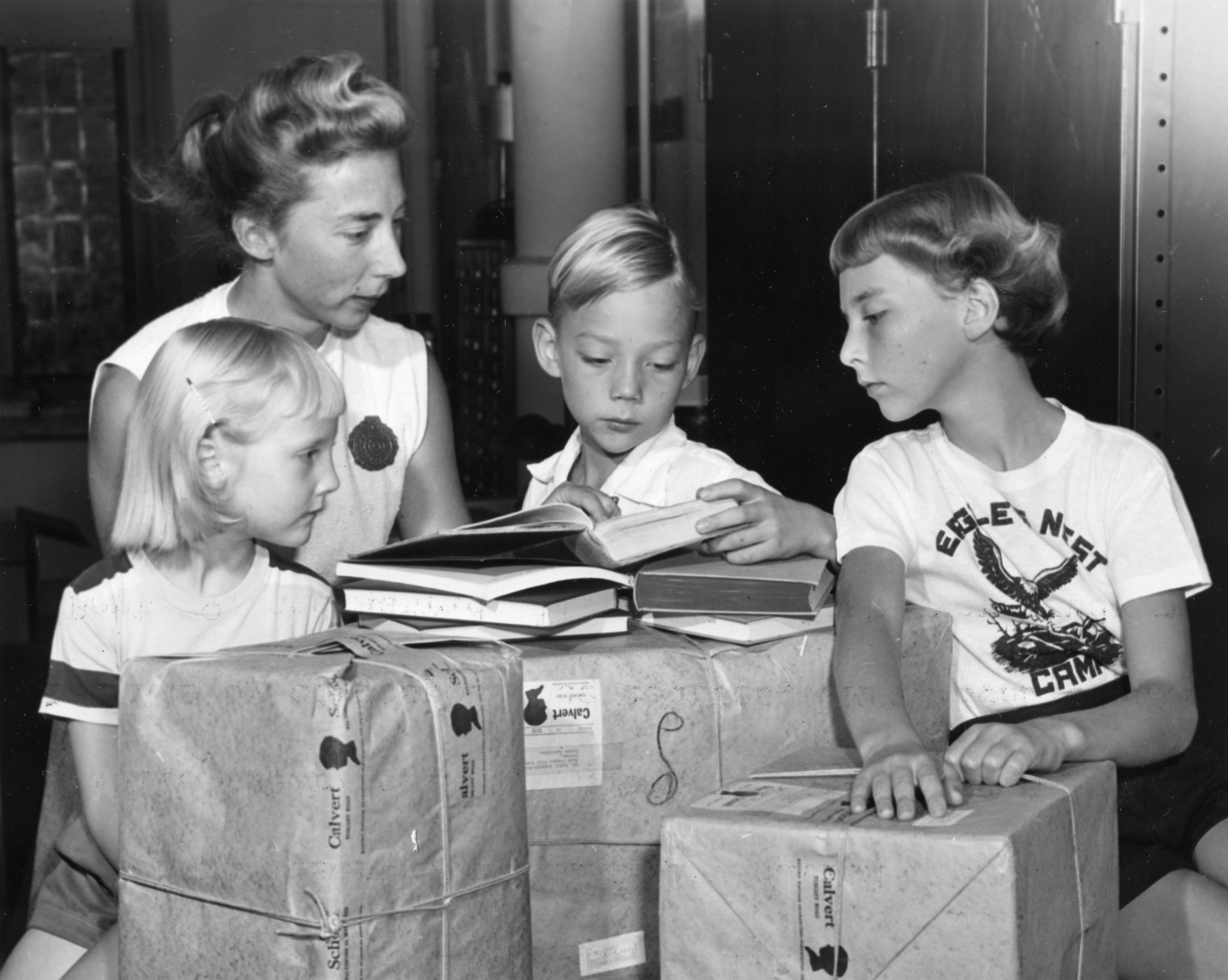
Bodil Mimi Krogh Schmidt-Nielsen (1918), con sus hijos, de izquierda a derecha: Mimi (5 años), Bent (9 años), y Astrid (11 años).

Bodil Schmidt-Nielsen (3 de noviembre de 1918 – 27 de abril de 2015) era una fisióloga danesa-americana, primera mujer presidenta de la Sociedad Fisiológica americana en 1975.

## Biografía
Bodil Schmidt-Nielsen nació en Copenhague, Dinamarca, en 1918, siendo la más joven de los cuatro hijos de dos fisiólogos eminentes, el Nobel August Krogh y Marie Krogh.
Su padre, August Krogh recibió el premio Nobel de Fisiología o Medicina en 1920 por su trabajo sobre la regulación del aporte de oxígeno al músculo vía capilares y arteriolas.
En 1939, Bodil Schmidt-Nielsen se casó con Knut Schmidt-Nielsen, un colega fisiólogo, y se doctoró en Odontología y Fisiología en la Universidad de Copenhague. Knut y Bodil Schmidt-Nielsen formaron un prominente equipo en fisiología en la  Universidad de Duke, pero se divorciaron en 1966. Bodil se  convirtió en Jefa de Departamento en Universidad Case de la Reserva Occidental y más tarde dedicó su  carrera exclusivamente a la investigar en el  Laboratorio Biológico MDI en Maine.
Schmidt-Nielsen murió en abril de 2015 a la edad de 96.

## Premio al Científico y Mentor distinguidos
El premio Bodil M. Schmidt-Nielsen al Científico y Mentor distinguidos se otorga  aun miembro de la Sociedad Fisiológica Americana que se valora por sus excepcionales  contribuciones a la investigación fisiológica y el compromiso y dedicación demostrados a la excelencia en la formación de jóvenes fisiólogos .

## Trabajos seleccionados
- La solubilidad del material dental en relación a la composición de la saliva (Supplementum; v.2, 1946)
- La naturaleza y su capacidad para la adaptación fisiológica al entorno (Physiologist 1(2): 4-20, 1958)
- August y Marie Krogh: Vidas en Ciencia (1995)